# Laelia speciosa
Laelia speciosa (Kunth) Schltr., 1914 è una pianta della famiglia delle Orchidacee endemica del Messico.

## Descrizione
L. speciosa è un'orchidea di media taglia, epifita, caratterizzata da pseudobulbi di forma da quasi sferica a ovoidale, rugosi, dai quali si dipartono una o due foglie amplessicauli, acute, coriacee, carnose di forma ellittica-lanceolata e di colore verde screziato di porpora. La fioritura avviene in primavera - estate con un'infiorescenza a racemo che si diparete dall'apice degli pseudobulbi di recente formazione e reca da uno o due (occasionalmente fino a quattro) fiori profumati ed estremamente appariscenti, grandi fino a 20 centimetri. Il colore prevalente del fiore è viola, screziato di bianco in petali e sepali e labello.

## Distribuzione e habitat
L. speciosa è una pianta originaria degli altopiani del Messico centrale, dove cresce in boschi di querce xerofile ad alte quote: da 1400 a 2400 metri sul livello del mare.

## Sinonimi
Bletia speciosa Kunth, 1816

Bletia grandiflora Lex., 1825

Laelia grandiflora  (Lex.) Lindl., 1831

Cattleya grahamii  Lindl., 1833

Laelia majalis  Lindl.,1839

Amalia grandiflora (Lex.) Heynh.,1846

Amalia majalis  (Lindl.) Heynh.,1846

Cattleya majalis  (Lindl.) Beer, 1854

Laelia grandiflora var. alba  Dimmock, 1901

## Coltivazione
Questa specie si caratterizza per una particolare resistenza alla siccità; anche in coltura andrà quindi irrigata poco, in particolare nella stagione di riposo; moderatamente nella stagione vegetativa, preferibilmente sotto forma di nebulizzazione. Preferisce la mezz'ombra e le temperature medio-basse.

## Curiosità
Come per Laelia autumnalis, in Messico, terra d'origine di queste orchidee, è tradizione, per la festa di Ognissanti, produrre piccole immagini, ottenute proprio dagli pseudobulbi delle due specie suddette, mediante un particolare processo di macinatura, fermentazione e modellazione della pasta così ottenuta.